# Dave Berry
Dave Berry (nacido David Holgate Grundy, 6 de febrero de 1941 en Woodhouse, Sheffield) es un cantante de Rock y ex ídolo adolescente británico de la década de 1960.
Interpretó una mezcla de R&B, rock y pop balada sy fue popular en Gran Bretaña y en Europa continental, especialmente en Bélgica y el Holanda, pero no tuvo éxito comercial en Estados Unidos, donde es más conocido por las versiones originales de Ray Davies '"This Strange Effect" y de Graham Gouldman "I'm Voy a llevarte allí ".
Tenía una ambición inusual para un artista pop que intentaba hacerse un nombre: aparecer en televisión completamente oculto por un accesorio. En sus propias palabras, "no aparecer, quedarse detrás de algo y no salir. A menudo se escondía detrás del cuello vuelto hacia arriba de su chaqueta de cuero, o se envolvía y efectivamente detrás del micrófono cable.

## Carrera
Sus éxitos más recordados son " Memphis, Tennessee", " The Crying Game" (1964) y su 1965 hit " Little Things", una versión de portada de Bobby Goldsboro de Stateside Top 40 éxitos. "This Strange Effect" (1965), escrito por Ray Davies, se convirtió en número uno para él en los Países Bajos y Bélgica, países donde todavía disfruta del estatus de celebridad, habiendo recibido un premio de Radio Veronica, Holanda, por su sencillo pop más vendido de todos los tiempos. B. J. Thomas sentimental "Mama" (1966) y "Don't Gimme No Lip Child", este último es el cambio al sencillo # 5 de Berry, "The Crying Game", en 1964, y cubierto por el Sex Pistols fueron otras grabaciones notables.
Su primer hits verificó el nombre de su banda de acompañamiento los Cruisers que en ese momento eran John Fleet (bajo y piano), Roy Barber (guitarra rítmica), Frank Miles (guitarra principal ) y Kenny Slade (batería). Berry se separó de esta formación en la época de "The Crying Game" y reclutó a tres músicos locales más: Frank White, Johnny Riley y Pete Cliff como la segunda generación de Cruisers. El guitarrista principal, White, finalmente fue reemplazado por Roy Ledger. Berry usó regularmente músicos de sesión Jimmy Page, John Paul Jones, Big Jim Sullivan y Bobby Graham. Actualmente en los Cruisers están Daniel Martin (guitarra solista desde 2010), Adrian Fountain (guitarra rítmica desde finales de 2011), Dan Wright (batería, desde enero de 2013) y Brian Wood (bajo, se unió hace 24 años, el miembro más antiguo de la banda).
Su acto teatral, que se basó en el trabajo de Elvis Presley y Gene Vincent, sirvió de inspiración para Alvin Stardust. La canción escrita por Geoff Stephens "The Crying Game" llevó la voz de Berry a su mayor audiencia internacional en 1992, cuando se utilizó como tema musical para la película  The Crying Juego. En el último trimestre de 2010, Andrex papel higiénico utilizó "Little Things" en una campaña publicitaria en la televisión británica. Berry también recuperó algo de reconocimiento cuando fue el éxito sorpresa del tributo anual de Alexis Korner en 1995. En 1998, "This Strange Effect" fue cubierto por la banda belga, Hooverphonic, en su álbum,  Blue Wonder Power Milk .
En mayo de 2009, Berry dio una gira por el Reino Unido y apareció en un cameo en una producción teatral, "The Mod Crop". En agosto de ese año, RPM Records publicó una antología en doble CD de las primeras grabaciones de Berry para Decca, titulada "This Strange Effect (The Decca Sessions 1963-1966)".
El paquete agregó dos pistas inéditas hechas en 1963 (antes de que Berry firmara con Decca) con el productor Mickie Most: "Easy To Cry" y "Tongue Twisting".
La autobiografía ilustrada de Berry, "Dave Berry - Todo lo que hay que saber", fue publicada en 2010 por Heron Publications Ltd. Incluía contribuciones de Joe Cocker, Ray Davies, Tony Iommi, Peter Stringfellow y Bill Wyman.
Un doble compilación, "Picture Me Gone - The Decca Sessions 1966-1974", fue lanzado en enero de 2011.

## Discografía

### Canciones
| Fecha         | Lado A                       | Lado B                         | UK Singles Chart |
| ------------- | ---------------------------- | ------------------------------ | ---------------- |
| October 1963  | "Memphis, Tennessee"         | "Tossin' and Turnin'"          | 19               |
| January 1964  | "My Baby Left Me"            | "Hoochie Coochie Man"          | 37               |
| April 1964    | "Baby It's You"              | "Sweet and Lovely"             | 24               |
| July 1964     | "The Crying Game"            | "Don't Gimme No Lip Child"     | 5                |
| November 1964 | "One Heart Between Two"      | "You're Gonna Need Somebody"   | 41               |
| March 1965    | "Little Things"              | "I've Got a Tiger by the Tail" | 5                |
| July 1965     | "This Strange Effect"        | "Now"                          | 37               |
| October 1965  | "I'm Gonna Take You There"   | "Just Don't Know"              | –                |
| February 1966 | "If You Wait For Love"       | "Hidden"                       | –                |
| June 1966     | "Mama"                       | "Walk, Walk, Talk, Talk"       | 5                |
| November 1966 | "Picture Me Gone"            | "Ann"                          | –                |
| March 1967    | "Stranger"                   | "Stick by the Book"            | –                |
| August 1967   | "Forever"                    | "And I Have Learned to Dream"  | –                |
| February 1968 | "Just As Much As Ever"       | "I Got the Feeling"            | –                |
| April 1968    | "(Do I Figure) In Your Life" | "Latisha"                      | –                |
| April 1969    | "Huma-Lama"                  | "Oh What a Life"               | –                |
| March 1970    | "Change Our Minds"           | "Long Walk to D.C."            | –                |
| October 1970  | "Chaplin House"              | "Trees"                        | –                |
| May 1972      | "Moving On (Turn Around)"    | "Don't Bring Me Down"          | –                |
| 1973          | "I Can Make You Cry"         | "Midnight Stage"               | –                |
| June 1974     | "My Baby Left Me"            | "Memphis, Tennessee"           | –                |
| 1980          | "Pebble To Pearls"           | "Anyone Else But You for Me"   | –                |
| 1988          | "Out of Time"                | "Serenade for Alice"           | –                |

### EPs
- 1964 "Me-O-My-O" / "St. James Infirmary" / "If You Need Me" / "Ella Speed"
- 1965 "Can I Get It From You" / "Why Don't They Understand" / "Always, Always (Yesterday's Love Song)" / "He's With You"

### Álbumes originales
- 1964 Dave Berry (Decca)

"The Crying Game" / "Not Fade Away" / "I Don't Want To Go On" / "Ella Speed" / "The Girl from the Fair Isle" / "Go on Home" / "Everybody Tries" / "God Bless The Child" / "Memphis, Tennessee" / "On The Other Side of Town" / "Go Home Girl" / "My Last Date" / "St. James Infirmary" / "Just A Little Bit" / "See See Rider" / "Don't Make Fun of Me"
- 1966 Special Sound of Dave Berry (Decca)

"Mama" / "I Ain’t Going With You Girl" / "It’s Gonna Be Fine" / "You Made A Fool of Me" / "Sticks And Stones" / "Now And From Now On" / "Same Game" / "Alright Baby" / "I Love You Babe" / "Soft Lights And Sweet Music" / "Green Grass" / "Love Has Gone Out of Your Life" / "Little Things"
- 1966 One Dozen Berries (Decca)

"Hey Little Girl" / "Round And Round" / "Casting My Spell" / "Girl From The Fair Isle" / "Fanny Man" / "If You Wait For Love" / "Sweet And Lovely" / "Tears To Remind Me" / "Baby It's You" / "Run My Heart" / "I Love You Babe" / "Heartbeat"
- 1968 Dave Berry '68 (Decca)

"Maybe Baby" / "Coffee Song" / "She Cried" / "And The Clock on the Steeple Struck 13" / "You Can Live on Love" / "My Baby Left Me" / "Baby’s Gone" / "Dying Daffodil Incident" / "Suspicions" / "Since You’ve Gone" / "Stick To It Ivity" / "I Got The Feeling"
- 1988 Hostage to the Beat

"Searchlight" / "Love from Johnny" / "Heart of Stone" / "Love is a Killer" / "Bring my Cadillac Back" / "God Bless the Child" / "Mountains of the Moon" / "On the Waterfront" / "My Baby Left Me" / "For a Knight to Win His Spurs" / "Boppin' the Blues" / "Tracks of My Tears"
- 2003 Memphis....in the Meantime

"Mercury Blues" / "Same old Blues" / "Mean 'ol Frisco" / "Are You Going My Way" / "Memphis in the Meantime" / "Cajun Moon" / "Georgia Rae" / "Pony Boy" / "Taking the Midnight Train" / "Boppin' the Blues" / "My Baby Left Me" - Blues Matters! Records

### Álbumes recopilatorios
- 1976 Remembering... (Decca)
- 1983 The Crying Game (Decca)
- 1986 This Strange Effect (Ver millas)
- 2009 This Strange Effect (La Decca Sessions 1963–1966) (2-CD, RPM)
- 2011 Picture Me Gone (The Decca Sessions 1966–1974) (2-CD, RPM)

### DVDs
- 2011 Berry – available on the Dave Berry website